# Joseph Schwantner
Joseph Clyde Schwantner (neix el 22 de març de 1943 a Chicago, Illinois) és un compositor i pedagog estatunidenc, des de 2002 és membre de l'American Academy of Arts and Letters i ha estat premiat, entre d'altres, amb el premi Pulitzer de música i el 1970 amb el premi Charles Ives.
Schwantner és un compositor molt prolífic. El seu estil és colorístic i de vegades eclèctic, tot jugant amb elements tant diversos com l'impressionisme francès, la percussió africana i el minimalisme. La seva obra orquestral Aftertones of Infinity va ser la guanyadora del Premi Pulitzer de música.

## Biografia
Schwantner va començar els seus estudis musicals de molt jove amb la guitarra clàssica, dins aquests estudis també va introduir generes com el jazz o la música folk. A banda de la guitarra també tocava la tuba a l'orquestra del seu conservatori. La primera constància que tenim de les seves aspiracions compositives és per part del seu professor de guitarra, qui l'animava a fer petites obres per a guitarra a mode d'estudi. En veure la facilitat i qualitat de les petites obres, el seu professor li va suggerir que recollís aquestes idees i fes una obra més gran. Les seves primeres composicions van ser petites obres jazzístiques; una d'elles, Offbeats va guanyar el premi National Band Camp Award el 1959. Encara a Chicago, va continuar els seus estudis de composició al conservatori de la ciutat, on es va llicenciar el 1964. Durant aquest temps va estudiar amb Bernard Dieter, qui el va apropar a la música de Debussy, Bartók i Messiaen. Va seguir la seva carrera a Chicago, on va fer estudis de màster i doctorat a la Northwestern University, on va tenir professors com Alan Stout i Anthony Donato. Després d'aquesta etapa, Schwantner es va interessar per la música de Berio i Rochberg.
Després de la seva carrera com a compositor, comença a treballar per a orquestres com l'orquestra simfònica de Sant Luís, a la Pacific Lutheran University, a la universitat de Ball State o l'Eastman School of Music entre d'altres. Durant aquesta època compon obres com: New Morning for the World, per a narrador i orquestra, Magabunda, un cicle de cançons per a orquestra, A Sudden Rainbow el 1986, un concert per a guitarra i un concert per a piano entre altres obres.

## Estil compositiu
Amb la seva obra primerenca Diaphonia intervallum (1967) ja es comença a distingir l'estil compositiu que Schwantner utilitzarà en la seva música posterior. Trobem, dins el seu estil basat en una sèrie d'elements individuals, gran quantitat de punts de pedal, experimentació tímbrica, explotació de registres, agrupacions instrumentals etc., que ens evidencien el que durant tota la seva carrera serà el seu estil compositiu. Després del seu nomenament a la facultat de l'Escola de Música Eastman, va estrenar la seva obra Consortium I (1970). En aquesta obra es fa palès el seu ús personal que en fa del serialisme, incloent-hi diverses sèries dodecafòniques amagades dins la textura i utilitzant una estructura d'intervals específics que proporciones cohesió. Consortium II va seguir en aquesta línia de la pròpia aplicació del serialisme. A partir d'aquestes obres, va voler enfocar aquest ús del serialisme tot aprofundint en efectes tímbrics, buscant canvis de color, etc. Això explica per què en aquest moment de la seva vida utilitza tant els instruments de percussió. Els exemples més clars de l'ús del timbre com a element compositiu són: In aeternum (1973) i Elixir (1976). A partir d'aquest moment es va centrar a obtenir centres tonals més clars com veiem a Music of Amber (1981) i a New Morning for the World: ‘Daybreak of Freedom’ (1982). Tot i aquest apropament als centres tonals, Schwantner es resisteix a fer-ne un ús clàssic-occidental d'aquests recursos, evita la successió de Dominant-Tònica donant aquesta sensació de centre tonal mitjançant diversos recursos compositius com el timbre, l'ús de sèries, etc. En la seva última etapa comença a introduir elements minimalistes, no obstant això, mai perd el seu gust estètic cap al color, les sèries i el seu ús compositiu.

## Premis
- The Charles Ives Scholarship from the American Academy of Arts and Letters (1970)[3]
- Four National Endowment for the Arts Grants (1974-1979)
- Kennedy Center Friedheim Competition First Prize (1981)
- Pulitzer Prize in Music (1979)[2]
- Grammy Nomination for "Best New Classical Composition" (1985)
- Grammy Nomination for "Best Classical Composition" (1987)

## Obres

### Orquestrals
- A Play of Shadows per a Flauta i orquestra de càmbra.
- A Sudden Rainbow.
- Aftertones of Infinity (1978).
- Angelfire (2002), Fantasia per a violí amplificat i orquestra, escrita per a la violinista Anne Akiko Meyers.
- Beyond Autumn, Poema per a trompa i orquestra.
- Concert per a percussió i orquestra (1994).
- Concert per a piano i orquestra.
- Distant Runes and Incantations per a piano sol (amplificat) i orquestra.
- Dreamcaller, tres cançons per a soprano, violí i orquestra.
- Simfonia Evening Land.
- Freeflight,Fanfarries i Fantasies.
- From Afar..., Fantasia per a guitarra i orquestra.
- Magabunda (Witchnomad), "four Poems of Agueda Pizarro" per a soprano i orquestra.
- Modus Caelestis.
- Morning's Embrace (2006).
- New Morning for the World "Daybreak of Freedom" per a narrador i orquestra.
- September Canticle Fantasy (In Memoriam).
- Toward Light.
- Chasing Light (2008).

### Grups de vent
- ...and the mountains rising nowhere (1977).
- From a Dark Millennium (1980).
- In evening's stillness... (1996).
- Recoil (2004).
- Concert de percussió (transcrit per Andrew Boysen) (1997)
- Beyond Autumn (transcrit per Timothy Miles) (2006)
- New Morning for the World "Daybreak of Freedom" (transcrit per Nikk Pilato) (2007)
- Luminosity: Concert per a banda (2015)

### Música de càmbra
- Black Anemones, per a flauta i piano.
- Canticle of the Evening Bells, per a flauta sola, oboè / corn anglès, clarinet, fagot, trompeta, trompa, trombó, piano, percussió i cordes.
- Chronicon, per a fagot i piano.
- Consortium I, per a flauta, clarinet, violí, viola, cello.
- Consortium II, per a flauta, clarinet, violí, violoncel, piano i percussió.
- Distant Runes and Incantations, per a flauta, clarinet, 2 violins, viola, cello, piano i percussió.
- Elixir,per a flauta, clarinet, violí, viola, violoncel i piano.
- Diaphonia Intervallum, per a saxo alt, flauta, clarinet, 2 violins, viola, 2 violoncels, contrabaix i el piano.
- In Aeternum (Consortium IV), per a cello / cròtals arquejats, flauta alto (flauta, el piano watergong, 2 gots de vidre), clarinet baix (clarinet, watergong, 2 gots de vidre), viola (violí, cròtals), i percussió
- Music of Amber,per a flauta, clarinet / clarinet baix, violí, cello, piano i percussió.
- Rhiannon's Blackbirds, per a flauta / piccolo, clarinet / clarinet baix, violí / viola, cello, piano i percussió.
- Soaring, per a flauta i piano.
- Sparrows, per a flauta / piccolo, clarinet, violí, viola, cello, piano, soprano i percussió.

## Interpretacions representatives
Concerto for Percussion, Movement 1: Con Forza a YouTube
- Banda de la Universitat de Michigan, (8 de març de 2012)
- Michael Haithcock, director
- Jonathan Ovalle, percussió

... and the mountains rising nowhere a YouTube
- La banda de la marina del president dels Estats Units: The Bicentennial Collection

New Morning for the World: Daybreak of Freedom a YouTube
- El grup de vent Lamont
- Dr. Joseph Martin, director
- Mayor Michael B. Hancock, narrador

New Morning for the World: Daybreak of Freedom (Premiere of wind ensemble version) a YouTube 
- Florida State University Wind Orchestra
- Dr. Nikk Pilato, director
- Dr. David Eccles, narrador

From A Dark Millennium
- La banda simfònica de North Texas.
- Eugene Migliaro Corporon, director